# Fairytale
『fairytale』（フェアリーテール）は、2008年12月24日にSME Recordsから発売された、Kalafinaの3枚目のシングル。劇場版アニメ『空の境界』第六章のエンディングテーマを収録している。

## 概要
Kalafinaとしては、前作の両A面シングル『sprinter/ARIA』に続くシングルとなった。
表題曲の『fairytale』は、劇場版『空の境界』第6章の主題歌である。
また、Kalafinaのオリジナル曲としては初のノンタイアップ曲でもある『serenato』がカップリングされている。
CDは、通常盤、初回生産限定盤(DVD付き)の2仕様でリリースされた。

## 収録曲
1. fairytale
作詞：梶浦由記、奈須きのこ　作曲／編曲：梶浦由記
劇場版アニメ『空の境界 第六章 忘却録音』エンディング主題歌。歌詞の一部は奈須の小説『空の境界』忘却録音の序文を引用している。
2. serenato
作詞／作曲／編曲：梶浦由記
オリジナル曲では初の非タイアップ楽曲。
3. sprinter ~Instrumental~
作曲／編曲：梶浦由記
劇場版アニメ『空の境界 第五章 矛盾螺旋』エンディング主題歌。2ndシングル「sprinter」のインストルメンタル。

## 初回生産限定盤
通常版と同時に初回生産限定盤（SECL-733〜SECL-744）が発売された。
- 「fairytale」のビデオクリップと、「sprinter」に劇場版『空の境界』の第五章の映像をアレンジした「sprinter ~ufotable EDIT~」を収録したDVD同梱
- 空の境界イラストワイドキャップステッカー、劇場版ポスター絵柄ポストカード封入